# Peperomia coroicoensis
Peperomia coroicoensis är en pepparväxtart som beskrevs av Truman George Yuncker. Peperomia coroicoensis ingår i släktet peperomior, och familjen pepparväxter. Inga underarter finns listade i Catalogue of Life.